# Paracles persimilis
Paracles persimilis är en fjärilsart som beskrevs av Hermann Burmeister 1878. Paracles persimilis ingår i släktet Paracles och familjen björnspinnare. Inga underarter finns listade i Catalogue of Life.